# Unška koliševka
Unška koliševka je jama udornica, ki se nahaja zahodno od naselja Unec oz. južno od Planinskega polja. Je ena največjih slovenskih udornic s prepadnimi stenami v višini okrog 100 m. V okolici koliševke so italijanski obmejni vojaški bunkerji iz časa med obema vojnama. Podzemni hodniki, ki jih povezujejo, imajo vhode tudi v koliševki.